# Lomonosovskij rajon (Oblast' di Leningrado)
Il Lomonosovskij rajon (in russo Ломоносовский район?) è un rajon dell'Oblast' di Leningrado, nella Russia europea occidentale; il capoluogo è la città di Lomonosov.